# František Filipovský
František Filipovský (23 de septiembre de 1907-26 de octubre de 1993) fue un actor de teatro, televisión y cine checoslovaco.

## Vida y carrera

### Primeros años y teatro
Filipovský nació el 23 de septiembre de 1907 en la ciudad checa de Přelouč, entonces parte de Austria-Hungría. Su padre era el músico František Filipovský Sr., que tenía 62 años cuando nació su hijo. El joven Filipovský se interesó por la actuación desde temprana edad y comenzó a actuar en teatro en los años 1930, con temporadas en la Voice-band de Emil František Burian, así como en Osvobozené divadlo. Entre otros compromisos, trabajó como director de escena en Divadlo U Nováků de Jára Kohout en 1939, luego se mudó a Švandovo divadlo y finalmente ocupó un puesto en el Teatro Nacional de Praga.

### Televisión, cine y doblaje
A lo largo de su carrera, Filipovský actuó en numerosas películas y producciones televisivas checoslovacas, además de prestar su voz para varios proyectos de doblaje.

### Familia y muerte
La hija de Filipovský es la actriz y cantante Pavlína Filipovská. Su hija, nieta de Filipovský, es la periodista Pavlína Wolfová. Filipovský murió el 26 de octubre de 1993 en Praga. Está enterrado en el Cementerio de Olšany.

## Legado

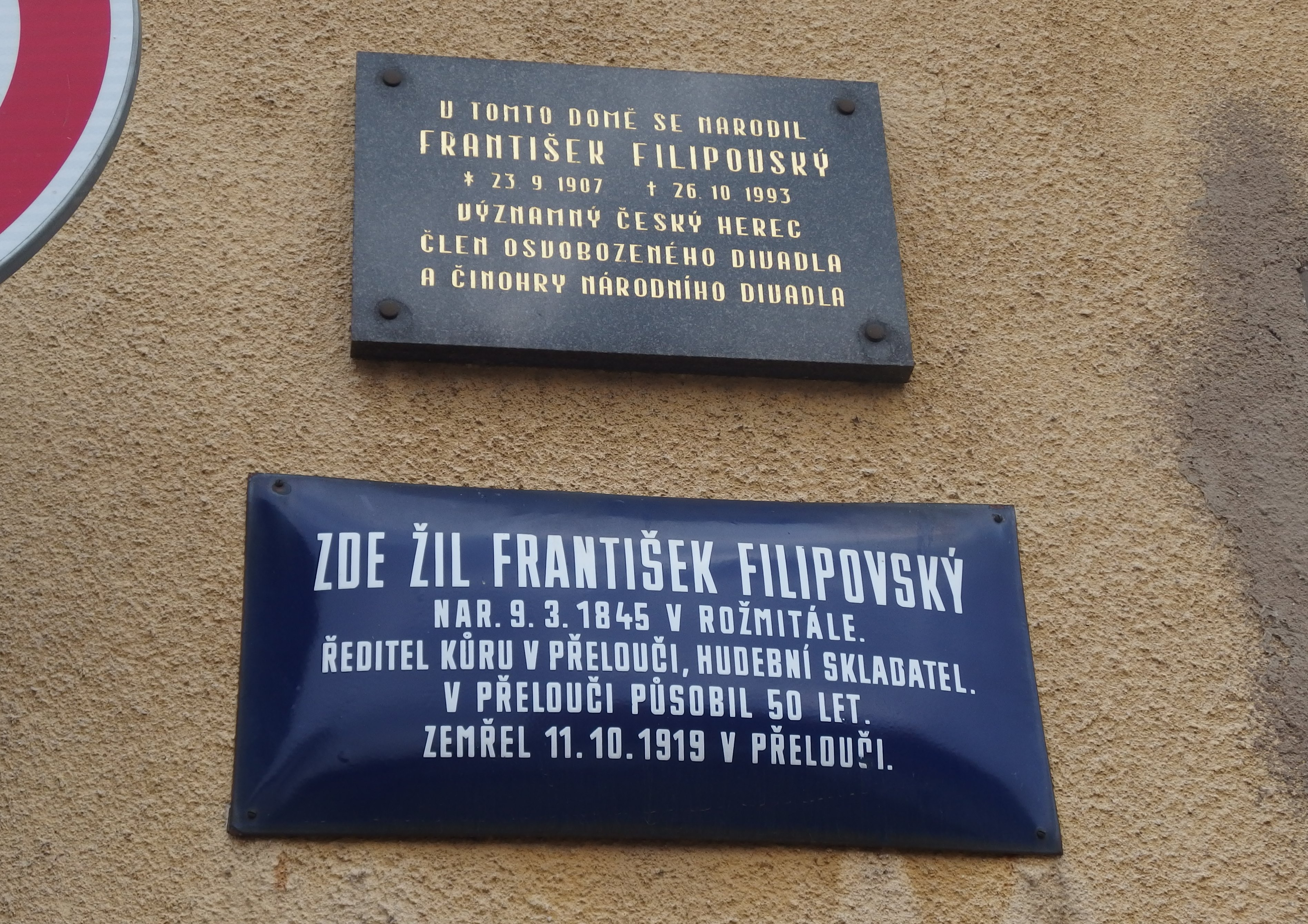
Placa conmemorativa en la casa natal de Filipovský en Přelouč

- Premios František Filipovský (en checo: Ceny Františka Filipovského), que lleva el nombre del actor, es un premio anual de doblaje que se celebra en Přelouč, ciudad natal de Filipovský.[4]
- La calle Filipovského del distrito Satalice de Praga lleva el nombre del actor.[5]
- En 1994 se erigió una placa conmemorativa en la casa natal de Filipovský en Přelouč.[6]

## Filmografía seleccionada

### Película
| Año  | Título                                | Papel                      | Notas         |
| ---- | ------------------------------------- | -------------------------- | ------------- |
| 1934 | Workers, Let's Go                     | Shuffer                    |               |
| 1934 | U nás v Kocourkově                    | Concejal                   |               |
| 1937 | Lidé na kře                           | Agente Hvězda              |               |
| 1937 | Lawyer Vera                           | Apache                     |               |
| 1937 | The World Is Ours                     | Pinker                     |               |
| 1937 | Virginity                             | Jenda                      |               |
| 1938 | Škola základ života                   | Václav Krhounek            |               |
| 1939 | U pokladny stál...                    | Oficinista                 |               |
| 1939 | Christian                             | Dvoráček                   |               |
| 1939 | Cesta do hlubin študákovy duše        | Mazánek                    |               |
| 1940 | Studujeme za školou                   | Contador                   |               |
| 1940 | The Catacombs                         | Šmíd                       |               |
| 1940 | Baron Prášil                          | Mesero                     |               |
| 1940 | Pro kamaráda                          | Aprendiz legal             |               |
| 1941 | Rukavička                             |                            |               |
| 1941 | A Charming Man                        | Jaroslav Stárek            |               |
| 1941 | The Hard Life of an Adventurer        | Stařík                     |               |
| 1941 | Provdám svou ženu                     | Zmatlík                    |               |
| 1941 | The Blue Star Hotel                   | Contador                   |               |
| 1941 | From the Czech Mills                  | Krákora                    |               |
| 1941 | Turbina                               |                            | Sin acreditar |
| 1942 | Gabriela                              | František Kalista          |               |
| 1942 | Ryba na suchu                         | Rypáček                    |               |
| 1942 | Prijdu hned                           | Abogado                    |               |
| 1942 | Městečko na dlani                     | Stýblo                     |               |
| 1943 | Experiment                            | Invitado a la inauguración |               |
| 1943 | Ctrnáctý u stolu                      | Kilián                     |               |
| 1943 | Barbora Hlavsová                      | Bartyzal                   | Sin acreditar |
| 1944 | The Respectable Ladies of Pardubice   | Flaška                     |               |
| 1945 | Prosťáček                             | Vagabundo                  |               |
| 1945 | Rozina, the Love Child                | Barbero                    |               |
| 1946 | Řeka čaruje                           | Barbero                    |               |
| 1946 | Hrdinové mlčí                         | Vilém Kolta                |               |
| 1947 | Čapek's Tales                         | Agente de Policía Pistora  |               |
| 1947 | Nikdo nic neví                        | Petr Nivý                  |               |
| 1948 | Getting on in the World               | Servidor                   |               |
| 1952 | The Emperor and the Golem             | Astrólogo de la corte      |               |
| 1953 | Divotvorný klobouk                    | Juez (voz)                 |               |
| 1953 | The Secret of Blood                   | Doctor en conferencia      |               |
| 1954 | Haškovy povídky ze starého mocnářství | Capellán                   |               |
| 1954 | Komedianti                            | Juez local                 |               |
| 1954 | Cirkus bude!                          | Ostrý                      |               |
| 1956 | Muž v povětří                         | Zatrapa                    |               |
| 1956 | Focus, Please!                        | Secretario                 |               |
| 1956 | The Good Soldier Schweik              | Bretschneider              |               |
| 1957 | I Dutifully Report                    | Doblaje                    |               |
| 1958 | O věcech nadpřirozených               | Agente de seguros          |               |
| 1959 | Jak se Franta naučil bát              | Fantasma Cyril             |               |
| 1960 | Zpívající pudřenka                    | Dr. Švarc                  |               |
| 1960 | U nás v Mechově                       | Dr. Hertl                  |               |
| 1961 | Procesí k Panence                     | Prskavec                   |               |
| 1963 | Something Different                   |                            |               |
| 1964 | Mezi námi zloději                     | Béďa Musil                 |               |
| 1965 | The House in Karp Lane                | Alter Kauders              |               |
| 1966 | The Phantom of Morrisville            | Doctor Stolly              |               |
| 1967 | The Stolen Airship                    | Juez                       |               |
| 1967 | Svatba jako řemen                     | Padre de la novia          |               |
| 1971 | You Are a Widow, Sir                  | Rey Oscar XV               |               |
| 1971 | Four Murders Are Enough, Darling      | Shediran                   |               |
| 1971 | Slaměný klobouk                       | Briand                     |               |
| 1972 | Dívka na koštěti                      | Roušek                     |               |
| 1974 | How to Drown Dr. Mracek, the Lawyer   | Bertík Vodička             |               |
| 1975 | Circus in the Circus                  | Reportero                  |               |
| 1976 | Marecek, Pass Me the Pen!             | Lapáček                    |               |
| 1976 | Náš dědek Josef                       | Jan Pokorný                |               |
| 1977 | Což takhle dát si špenát              | Abuelo Liška               |               |
| 1979 | The Ninth Heart                       | Payaso                     |               |
| 1979 | Princ a Večernice                     | Kacafírek                  |               |
| 1980 | The Tale of John and Mary             | Enanos (veces)             |               |
| 1982 | Jak svět přichází o básníky           | Valerián                   |               |
| 1985 | Jak básníci přicházejí o iluze        | Valerián                   |               |
| 1986 | Young Wine                            | Marustík                   |               |
| 1988 | Jak básníkům chutná život             | Valerián                   |               |

### Televisión
| Año     | Título                      | Papel                  | Notas        |
| ------- | --------------------------- | ---------------------- | ------------ |
| 1968–69 | The Sinful People of Prague | Detective Mrázek       | 10 episodios |
| 1970    | Fantom operety              | Pianista               | 4 episodios  |
| 1970–74 | O klukovi z plakátu         | Narrador               | 11 episodios |
| 1970–75 | Pan Tau                     | Abuelo Urban           | 14 episodios |
| 1976–77 | Thirty Cases of Major Zeman | Bína / Houdek          | 3 episodios  |
| 1976–85 | Bakaláři                    | Varios                 | 4 episodios  |
| 1978    | Zákony pohybu               | Bohuslav Tomášek       | 11 episodios |
| 1980    | Dnes v jednom dome          | Mr. Týfa               | 5 episodios  |
| 1980–81 | Arabela                     | Stunk                  | 8 episodios  |
| 1982    | Dobrá Voda                  | Vaquero                | 4 episodios  |
| 1983    | Létající Čestmír            | Kolousek               | 5 episodios  |
| 1984    | Bambinot                    | Joachim                | 2 episodios  |
| 1986    | Panoptikum města pražského  | Mrázek                 | 3 episodios  |
| 1987–88 | Jája a Pája                 | Narrador / Jája / Pája | 13 episodios |
| 1988    | O Kubovi a Stázině          | Kačmar                 | 13 episodios |
| 1993–94 | Arabela se vrací            | Blekota                | 3 episodios  |